# Alice, Nova Iorque e Outras Histórias
Alice, Nova Iorque e outras Histórias (título original: Tales from the Rabbit Hole - A Curious Kitsch Novel) é um filme luso-americano de 2019, do género comédia dramática, escrito e dirigido por Tiago Durão, produzido e protagonizado por Sofia Mirpuri.
Com onze protagonistas que se cruzam e interligam na cidade da "Grande Maçã", o filme conta a história da jovem Alice (Sofia Mirpuri), que decide deixar Portugal e ir para Nova Iorque na esperança de encontrar uma vida melhor, mas o que encontra é apenas cidade caótica, cheia de estranhos e onde parece não haver esperança.
Com uma panóplia de personagens muito diversificada e um elenco multi-cultural, Alice, Nova Iorque e outras Histórias foi premiado em diversos festivais e estreou em Portugal a 20 de Agosto de 2020, depois de ter tido a sua estreia mundial em Nova Iorque a 17 de Abril de 2019.